# Waldhausener Straße 100 (Mönchengladbach)

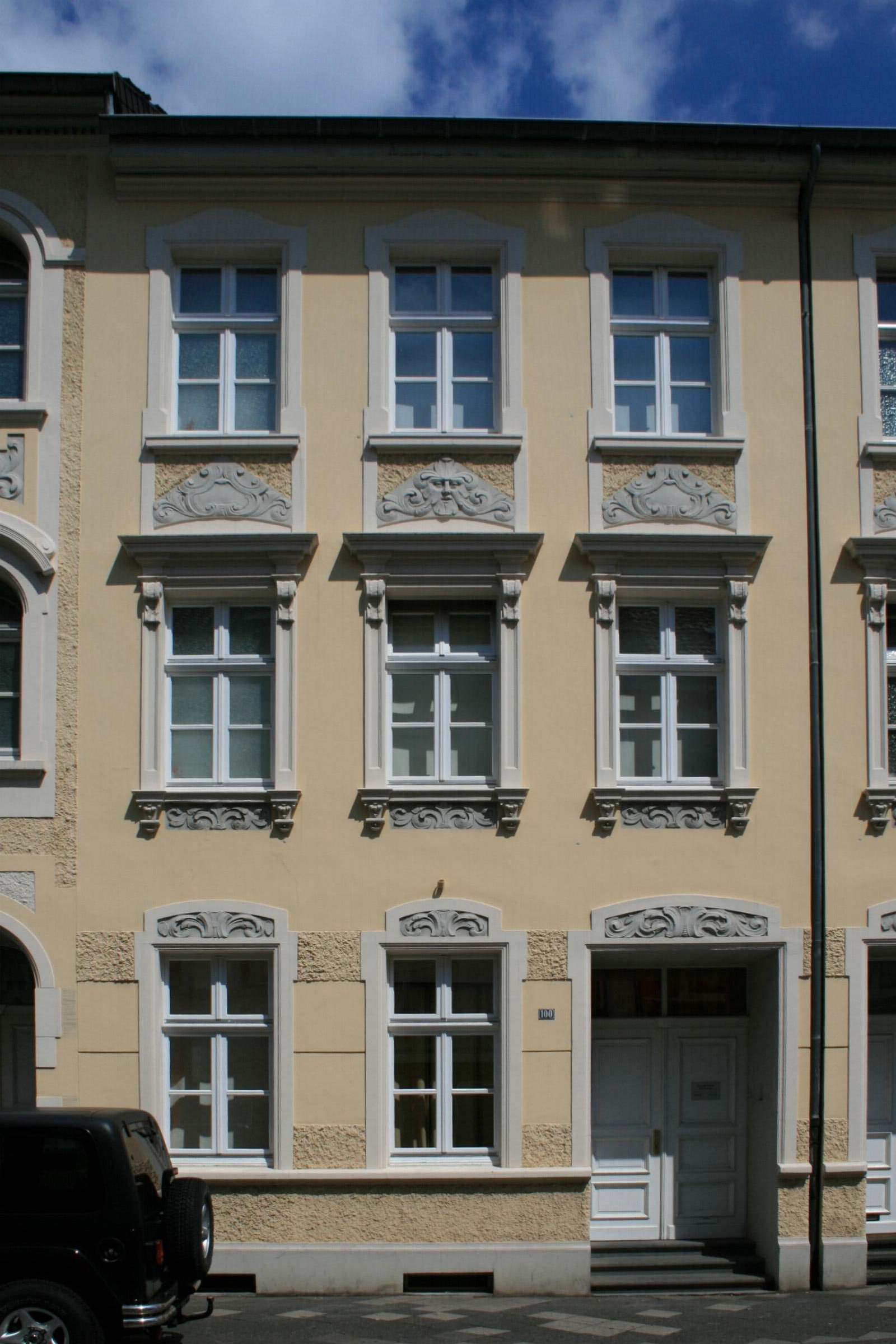
Wohnhaus (2010)

Das Wohnhaus Waldhausener Straße 100 steht im Stadtteil Gladbach der nordrhein-westfälischen Stadt Mönchengladbach in Deutschland.
Das Gebäude wurde um 1900 erbaut und unter Nr. W 004 am 4. Dezember 1984 in die Denkmalliste der Stadt Mönchengladbach eingetragen.

## Lage
Die Waldhausener Straße führt als Geschäftsstraße vom alten Stadtzentrum auf dem Abteiberg zum Stadtteil Waldhausen. Die Baugruppe, zu der auch das Haus Nr. 100 gehört, wurde in der Entstehungszeit in Form von Einzelhäusern gestaltet, jedoch gleichzeitig errichtet. Zusammen mit den Häusern Nr. 98, 102, 104, 106, 108 bildet das Haus eine gewaltige historische Häuserzeile.

## Architektur
Es handelt sich um eine Gruppe von dreigeschossigen Dreifensterhäusern mit Satteldach. Haus Nr. 98 und 100 sind in Form eines Doppelhauses mit links- und rechtsseitlichen zweiflügeligen Hauseingängen gestaltet. Das Objekt ist aus städtebaulichen und architektonischen Gründen als Denkmal schützenswert.